# Tripteroides mathesoni
Tripteroides mathesoni is een muggensoort uit de familie van de steekmuggen (Culicidae). De wetenschappelijke naam van de soort is voor het eerst geldig gepubliceerd in 1950 door John Nicholas Belkin.